# Simone Barabino
Simone Barabino (Genova, 1585 – Genova, 1660) è stato un pittore italiano.

## Biografia

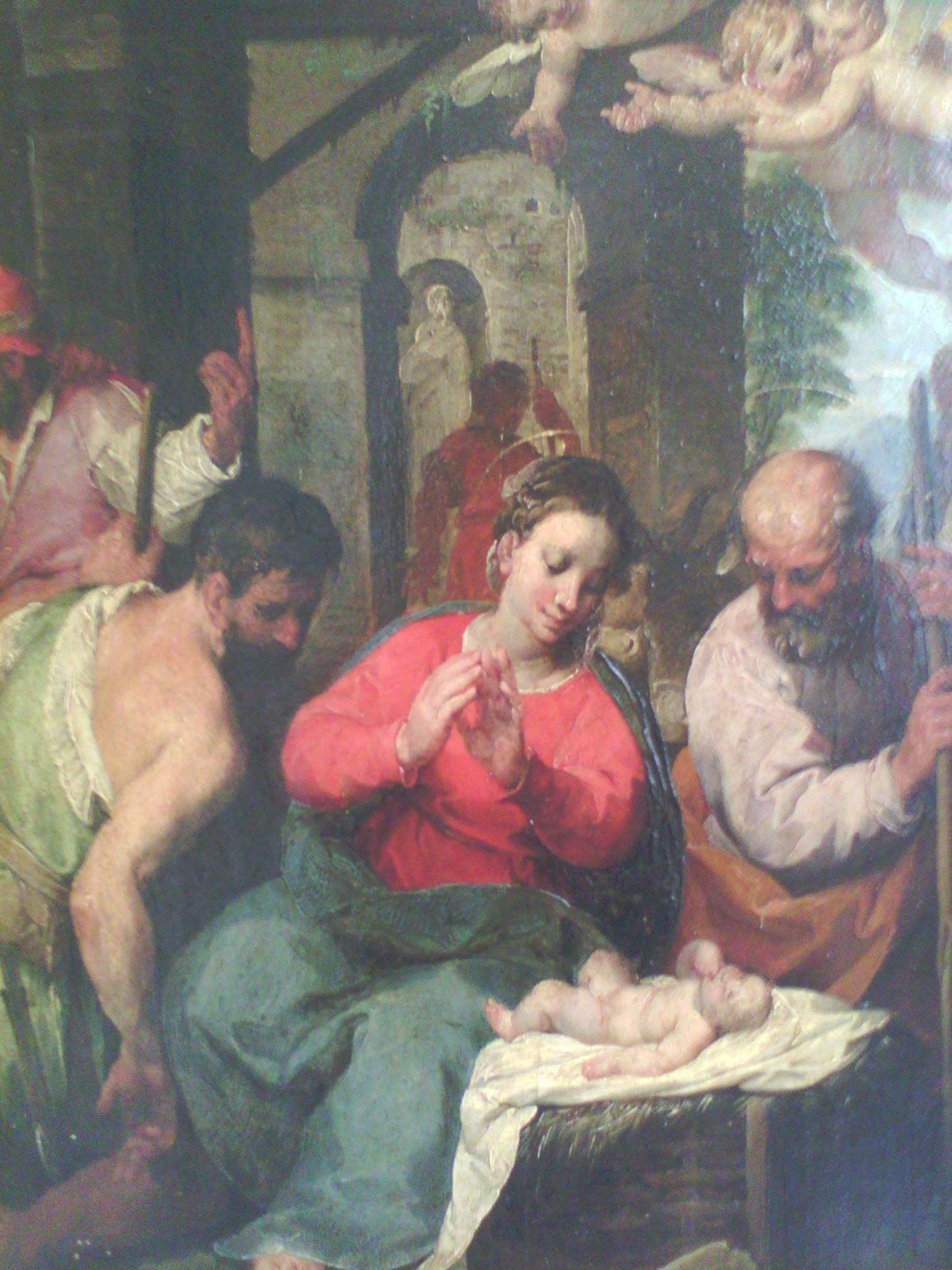
"Adorazione dei pastori", opera conservata presso la galleria di Palazzo Bianco, Genova.

Nacque in Valpolcevera nel 1593-95; andò presto in apprendistato da Bernardo Castello dal quale imparò a disegnare i nudi, distinguendosi immediatamente, e quindi fece sua l'arte del colore.
In Genova dominavano in quel momento il campo della pittura due grandi vecchi, Giovanni Battista Paggi e Bernardo Castello. Dei due il Paggi agevolava i suoi discepoli nel momento in cui essi si rendevano autonomi dalla sua bottega (come fu ad esempio per Sinibaldo Scorza), mentre Bernardo Castello per una sorta di pressoché patologica invidia e gelosia di mestiere veniva da quel momento ad ostacolarli in tutti i modi. Simone Barrabino, vittima di tale atteggiamento del maestro, dovette abbandonare la bottega di questi con una brusca rottura nel 1605.
Era il momento in cui nasceva la grande pittura genovese del Seicento: cominciavano a essere noti Gio Andrea Ansaldo e Bernardo Strozzi, e presso il Paggi erano i loro coetanei Giovanni Battista Braccelli, Giovanni Domenico Cappellino, Castellino Castello (cugino di Bernardo), Domenico Fiasella detto il Sarzana, ed i fratelli Montanari si erano già resi autonomi.
Le opere di Simone che contribuirono ad accendere le gelosie di Bernardo Castello sembrano individuate ne "La Vergine col Bambino e Angeli con in alto il Padre Eterno e in primo piano in basso due angeli, e il paesaggio di sfondo", del Santuario della Madonna (Genova, fra le Mura degli Angeli e la Val Polcevera), nell'altare destro del transetto, e nel “San Leonardo fa partorire una donna”, posto nell'oratorio dei Santi Giacomo e Leonardo, oratorio poi demolito (la tela di Barrabino venne allora portata nell'abside della dirimpettaia chiesa di San Giovanni di Prè, dove si trova tuttora accanto a un dipinto di Lazzaro Tavarone).
Simone Barabino eseguì numerosissime tele per privati, fra cui La Spoliazione di Cristo della Raccolta Rizzi a Sestri Levante, già erroneamente attribuita a Lazzaro Tavarone. L'attribuzione, oltre a questa, di molte opere del Barabino al Tavarone era dovuta al malinteso per cui si vedeva in esse il gusto quasi truculento dalla tarda fase di Luca Cambiaso, quindi riferito al discepolo di questi, Lazzaro Tavarone. In realtà il presunto "truculento" era nel Barrabino il modo di seguire gli insegnamenti di Bernardo Castello in fatto di icasticità e nettezza del disegno, di anatomia, di politezza di colori e sfruttamento della luce.
Ai modi presi da Bernardo Castello, Simone Barabino sapeva aggiungere le novità pittoriche introdotte a Genova nell'ultimo decennio del XVI secolo, rifacendosi anche al Paggi, al quale rimandano i volti truci e baffuti (dall'esempio della Flagellazione di G. B. Paggi, ora alla Galleria Nazionale di Palazzo Spinola), richiami a certo tardo manierismo.
Per il convento francescano di Sant'Antonio Abate a Pegli Barabino dipinge un’Ultima Cena con gli Apostoli (ora presso il convento della Visitazione a Genova), dove mostra una grande abilità compositiva nel saper stipare tredici persone attorno a una piccola tavola; era una validissima prova per un giovane pittore, nonostante alcune forzature quali quelle del secondo personaggio a sinistra o dell'ultimo a destra, o del braccio di San Giovanni alzato in modo poco ortodosso. Risulta peraltro una coerenza stilistica che riesce a ben accostare ogni elemento e ogni colore; i personaggi sono disposti a cerchio e la luce fornisce l'unità della composizione.
Barabino si afferma come forte disegnatore, esatto, metallico, scattante, sia nelle parti anatomiche con i caratteristici tipi fisionomici, sia nel panneggio abilmente trattato.
Nell'Annunziata del Vastato è opera sua il “San Diego con l'olio della lampada sana un fanciullo”, inizialmente posto in uno degli altari del transetto, e nella trasformazione del 1645 spostato in quello del Crocifisso. Fu l'ultima opera eseguita dal pittore a Genova, nella quale libera la sua pittura dalla meticolosa descrittività iniziale, rende la sua pennellata più sciolta, sa con essa cogliere l'essenziale. Lo spazio è creato dalla finta architettura, che si confronta con la stesura dei due gruppi di figure contrapposte. Gli influssi di Bernardo Castello ricompaiono nel giovane di primo piano a sinistra e nei putti roteanti nella parte alta, ma qui l'allievo supera il maestro. Accortosi di ciò Bernardo Castello divenne suo acerrimo nemico, e mobilitò anche altri pittori della sua cerchia contro il giovane artista. Tutti costoro presero a ostacolare costantemente Barabino impossibilitandogli con le continue critiche l'esercizio della professione in Genova.
Simone si trasferì a Milano. Il Ratti elenca le opere da lui eseguite nel capoluogo lombardo.
Qui riscosse alcuni primi successi. Scelse però di abbandonare la pittura per darsi al commercio di opere d'arte. In questo campo non mostrò alcuna abilità e andò in rovina. Fu incarcerato per debiti e morì non ancora anziano, in miseria e dopo ripetute incarcerazioni.

## Opere
- Adorazione dei pastori, olio su tavola di pioppo, 46x36, Palazzo Bianco, Genova[1]
- San Diego con l'olio della lampada sana un fanciullo, Basilica della Santissima Annunziata del Vastato, Genova